# 范憶琳
范憶琳（1999年11月11日—），中國女子競技體操運動員。2015年世界競技體操錦標賽高低槓冠軍。與另外三位運動員：維多利亞·科莫娃、斯彼莉當諾娃及麦迪逊·科齐安並列冠軍，同獲金牌。
2010年，在全国少年体操总决赛中，范忆琳获得甲组高低杠、平衡木、自由操三项冠军。2013年5月，在全国体操锦标赛比赛中，范忆琳获得高低杠第五名、团体冠军。2014年6月，范忆琳入选国家队；8月，在日本广岛举行的第六届亚洲体操锦标赛中，范忆琳获得平衡木冠军、高低杠季军、团体亚军。2016年8月，在里约热内卢奥运会体操女团决赛中，范忆琳随中国队获得季军

## 比賽成績
| Year | Event                          | Team | VT | UB  | BB  | FX |
| ---- | ------------------------------ | ---- | -- | --- | --- | -- |
| 2013 | 2013年全國體操錦標賽           | 1st  |    | 5th |     |    |
| 2013 | National Games                 | 1st  |    | 4th |     |    |
| 2015 | 全國體操錦標賽                 | 2nd  |    | 1st | 3rd |    |
| 2015 | 亞洲體操錦標賽                 | 2nd  |    | 3rd | 1st |    |
| 2015 | 世界體操錦標賽                 | 2nd  |    | 1st |     |    |
| 2016 | 2016全国体操锦标赛暨里约奥运会 |      |    | 1st |     |    |

## 运动生涯
2008年8月，在全国少年体操比赛中，范忆琳获得女子乙组团体第二名 。
2010年，在全国少年体操比赛中，范忆琳获得女子甲组高低杠、平衡木、自由操三项冠军，个人全能、团体两项亚军；在上海市第十四届运动会女子体操比赛中，范忆琳获得女子B组高低杠冠军、全能亚军、自由体操季军、跳马第五名。
2012年，在全国青年体操锦标赛高低杠比赛中，范忆琳获得女子乙组冠军。
2013年5月，在全国体操锦标赛比赛中，范忆琳获得高低杠第五名、团体冠军；9月，在第十二届全运会女子体操比赛中，范忆琳获得高低杠第四名，而她代表的上海队以224.540分的成绩获得冠军。
2014年6月，范忆琳入选国家队[3]。
2015年6月，在全国体操锦标赛女子高低杠比赛中，范忆琳以15.200分的成绩获得冠军，同时获得平衡木季军、团体亚军；8月，在日本广岛举行的第六届亚洲体操锦标赛中，范忆琳获得平衡木冠军、高低杠季军、团体亚军；10月，第46届世界体操锦标赛女子高低杠比赛中，范忆琳以15.366分的成绩获得冠军。
2016年5月，在全国体操锦标赛暨里约奥运会选拔赛女子高低杠比赛中，范忆琳以15.834分的成绩获得冠军；8月，在巴西里约热内卢奥运会体操女团决赛中，范忆琳与王妍、商春松、毛艺、谭佳薪组成的中国队以176.003分的成绩获得季军。